# (4547) Massachusetts
(4547) Massachusetts (1990 KP) – planetoida z pasa głównego asteroid okrążająca Słońce w ciągu 4,23 lat w średniej odległości 2,61 j.a. Odkryta 16 maja 1990 roku.